# 中之島通

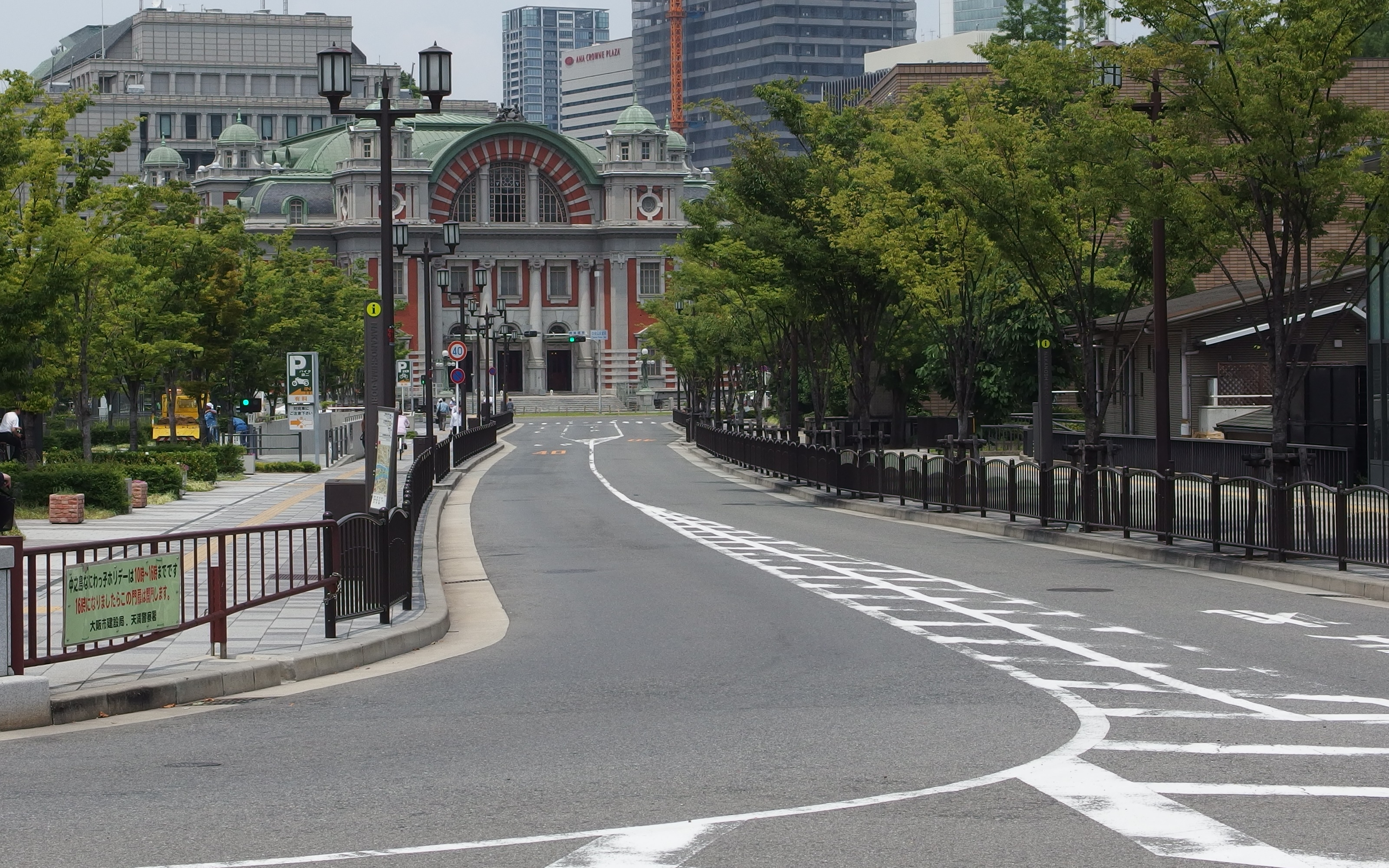
終点より大阪市中央公会堂を望む
（この区間の車道は廃止されている）

中之島通（なかのしまどおり）は、大阪府大阪市北区中之島の北縁を東西に走る道路。中之島通の地下の一部には京阪中之島線が走っており、4つの駅が設置されている。

## 概要
区間は船津橋南詰交差点から難波橋（堺筋交点）までの約2.7km。1994年（平成6年）に、読売新聞社選定の「新・日本街路樹100景」の一つに選定されている。2020年（令和2年）2月15日より、中央公会堂前交差点 - 終点間が歩行者専用エリアとなり、車道が廃止された。

## 沿線情報
- 大阪市中央卸売市場
- 大阪国際会議場（グランキューブ大阪）
- 大阪市立科学館
- 国立国際美術館
- フェスティバルホール
- 中之島フェスティバルタワー
- 大阪市役所
- 大阪府立中之島図書館
- 大阪市中央公会堂

## 交差する道路
| 交差する道路                           | 交差する場所 |
| -------------------------------------- | ------------ |
| 府道29号大阪臨海線                     | 船津橋南詰   |
| 〈新なにわ筋〉府道29号大阪臨海線       | 上船津橋南詰 |
| 〈あみだ池筋〉都市計画道路中津西本町線 | 堂島大橋南詰 |
| 〈なにわ筋〉府道41号大阪伊丹線         | 玉江橋南詰   |
| 〈四つ橋筋〉市道南北線                 | 渡辺橋南詰   |
| 〈御堂筋〉国道25号                     | 大江橋南詰   |
| 〈堺筋〉府道102号恵美須南森町線        | 難波橋       |